# Soft Light (The X-Files)
«Soft Light» es el vigésimo tercer episodio de la segunda temporada de la serie de televisión estadounidense de ciencia ficción The X-Files. Se emitió originalmente en la cadena Fox el 5 de mayo de 1995. Fue escrito por Vince Gilligan y dirigido por James A. Contner. El episodio es una historia del «monstruo de la semana», sin conexión con la mitología más amplia de la serie o la historia ficticia general. «Soft Light» recibió una calificación Nielsen de 8,5 y fue vista por 8,1 millones de hogares. En general, el episodio recibió críticas mixtas a positivas de los críticos de televisión.
El programa se centra en los agentes especiales del FBI Fox Mulder (David Duchovny) y Dana Scully (Gillian Anderson) que trabajan en casos relacionados con lo paranormal, llamados expedientes X. En este episodio, una exalumna de Scully (Kate Twa) les pide a los agentes que la ayuden con su primera investigación sobre una serie de desapariciones con muy pocas pistas. Mulder reflexiona sobre la idea de la combustión espontánea humana, pero la reconsidera cuando encuentran a un hombre, Chester Ray Banton (Tony Shalhoub), que tiene miedo de su propia sombra. Banton es un científico que investiga la materia oscura, y su sombra de alguna manera ha desarrollado la capacidad de desintegrar a las personas que se encuentran con ella.
«Soft Light» es el primer episodio de The X-Files escrito por Gilligan, quien continuaría escribiendo varios episodios aclamados como «Pusher», «Bad Blood» y «Memento Mori». «Soft Light» es uno de los primeros episodios escritos por alguien que no estaba en el equipo principal de guionistas. Originalmente, el guion requería que la sombra de Banton pudiera moverse independientemente, pero se reescribió para ahorrar en costos de animación. Además, el personaje de X (Steven Williams) no estaba en el guion inicialmente. Su personaje fue agregado para darle a Banton un miedo legítimo al gobierno.

## Argumento
En un hotel en Richmond, Virginia, Chester Ray Banton (Tony Shalhoub) camina a lo largo de un corredor para llegar a una puerta, a la que luego llama frenéticamente mientras grita el nombre de «Morris». Los gritos de Banton atraen la atención de Patrick Newirth, un huésped en una habitación al otro lado del pasillo. Cuando Newirth mira por la mirilla de la puerta de su habitación, Banton retrocede, haciendo que su sombra se deslice debajo de la puerta de Newirth. Newirth de repente se evapora, dejando una extraña marca de quemadura en el suelo. Banton se da cuenta de lo que sucedió y huye de la escena.
El caso de la muerte de Newirth, el último de varios de su tipo, está asignado a la detective local Kelly Ryan (Kate Twa). Ella busca ayuda de Dana Scully (Gillian Anderson), su ex instructora en la Academia del FBI. Fox Mulder (David Duchovny) también toma parte en la investigación, creyendo que Newirth murió en una combustión espontánea humana. Mientras buscaban en la casa de una víctima anterior, los agentes se dieron cuenta de que tanto ella como Newirth habían viajado recientemente en tren. Mientras tanto, Banton se sienta en una estación de tren, mirando cautelosamente al suelo; porque la habitación está iluminada por una luz tenue, su sombra no se puede ver. Después de que él se va, Banton es confrontado por dos oficiales de policía que patrullan el área. A pesar de las advertencias de Banton, los oficiales entran en su sombra y desaparecen, dejando más marcas de quemaduras.
Al día siguiente, mientras revisaba las cintas de vigilancia de la estación, Mulder ve imágenes de Banton mirando al suelo. Después de volar el marco, Mulder ve el logo de una compañía llamada Polarity Magnetics en la chaqueta de Banton. Los agentes visitan Polarity Magnetics, donde se encuentran con el científico Christopher Davey (Kevin McNulty), que identifica a Banton, un físico que realiza investigaciones sobre materia oscura. Davey revela que Banton desapareció hace cinco semanas, después de un incidente en su laboratorio en el que estaba encerrado en una habitación con un acelerador de partículas activo y expuesto a una gran cantidad de partículas subatómicas. Su explicación es suficiente para que Scully considere la combustión espontánea humana, pero Mulder duda ahora de esta teoría.
Los agentes encuentran a Banton en la estación de tren, pero él corre hacia un área mal iluminada. Declara que caminar hacia su sombra matará a los agentes, por lo que Mulder dispara a las luces del techo. Banton se deja llevar a un hospital psiquiátrico, donde lo colocan en una habitación con luz tenue según su propio deseo. Le dice a los agentes que el accidente en su laboratorio hizo que su sombra se comportara como un agujero negro, dividiendo los átomos en partículas y reduciendo la materia a energía pura. Banton afirma que las muertes fueron accidentes y que el gobierno quiere explotarlo. El detective Ryan y su oficial superior detienen el interrogatorio y declaran el caso cerrado, a pesar de las objeciones de Mulder. Mulder contacta con X (Steven Williams), quien le asegura que el gobierno no tiene interés en Banton. Sin embargo, X y dos asistentes intentan posteriormente eliminar a Banton del hospital cortando la energía. En el proceso, los dos asistentes mueren cuando las luces de emergencia se encienden y la sombra de Banton cae sobre ellos. Banton huye del hospital.
Banton regresa a Polarity Magnetics y se enfrenta a Ryan, a quien mata a regañadientes con su sombra cuando intenta arrestarlo. Banton le ordena a Davey que lo destruya con el acelerador de partículas, pero Davey revela que ha estado ayudando al gobierno a cazarlo. Davey encierra a Banton con el acelerador de partículas, pero es disparado por X. Mulder y Scully llegan poco después, aparentemente demasiado tarde para salvar a Banton de ser vaporizado por el acelerador; Mulder se da cuenta de que X lo traicionó, y le dice a X que nunca vuelva a contactar con él. El caso se considera cerrado, pero Mulder observa que Davey desapareció después de los incidentes. El episodio termina cuando X entra en una instalación de investigación donde se realizan experimentos en un Banton desesperado.

## Producción

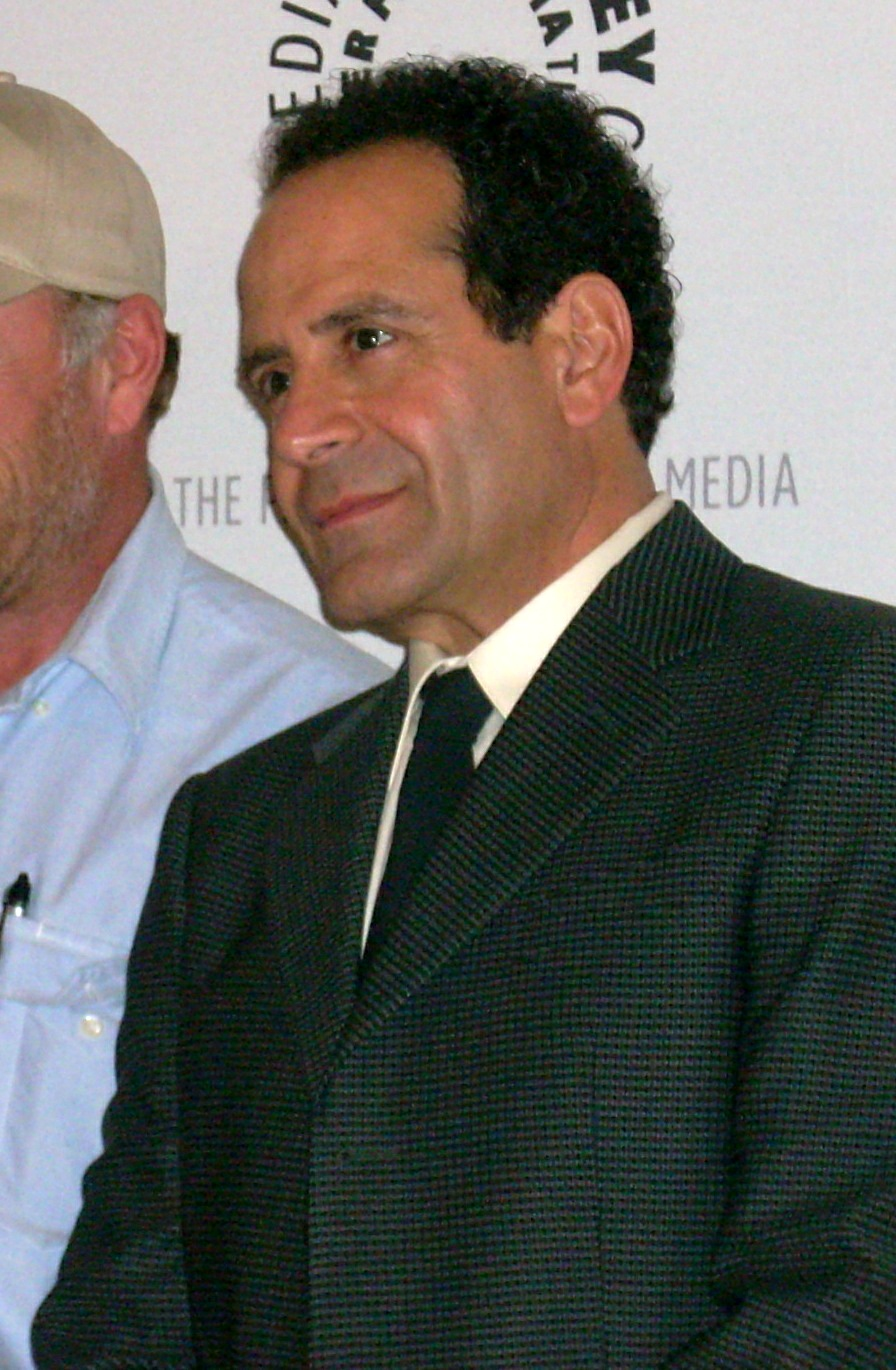
Tony Shalhoub protagonizó el episodio como el Dr. Banton.

«Soft Light» fue escrito por Vince Gilligan y dirigido por James A. Contner. Antes de escribir este episodio, Gilligan, que durante mucho tiempo había sido fanático del programa, se enteró de que su agente era pariente del creador de la serie, Chris Carter. Gracias a esta conexión, se le permitió conocer a Carter. Durante esta reunión, Carter le preguntó a Gilligan si tenía alguna idea de episodio, a lo que Gilligan rápidamente notó que había estado observando su sombra y pensó que sería «espeluznante» si comenzara a moverse independientemente. Carter le pidió a Gilligan que desarrollara un guion basado en la idea como un proyecto independiente (aunque cuando terminó el episodio, Carter le ofreció a Gilligan un trabajo como escritor permanente). Este episodio fue, por lo tanto, uno de los primeros episodios escritos por alguien fuera del equipo de redacción principal de The X-Files.
Originalmente, el guion requería que la sombra de Banton pudiera moverse de forma independiente; Carter y el escritor Howard Gordon reescribieron la historia para eliminar este aspecto, lo que terminó «ahorrando una enorme cantidad de dinero en costos de animación», según Gilligan. Después de leer el primer borrador, Carter también sintió que el temor de Banton de que el gobierno lo controlara debería ser «algo más que paranoia». Por lo tanto, X fue introducido en la historia; El escritor Frank Spotnitz señaló más tarde: «Había pasado mucho tiempo desde que X había hecho algo y el personaje realmente necesitaba crecer». El propio Gilligan insertó una referencia al villano Eugene Victor Tooms de los episodios de la primera temporada «Squeeze» y «Tooms» en una conversación entre Ryan y Mulder.
El episodio está protagonizado por Tony Shalhoub como el Dr. Banton. Shalhoub, quien tuvo un papel recurrente en la serie de NBC Wings, no estaba familiarizado con The X-Files cuando se le ofreció el papel porque en ese momento no veía mucha televisión. Sin embargo, después de leer el guion de «Soft Light», disfrutó la historia debido a su naturaleza al estilo de The Twilight Zone. Cuando Shalhoub informó a la gente que había conseguido un papel en The X-Files, afirmó que «la respuesta fue increíble». Shalhoub quedó impresionado con la filmación en el lugar que hizo la serie; señaló: «El noventa y nueve por ciento de nuestro rodaje en Wings se realiza en un estudio de sonido, mientras que la mayoría de su material se graba en localizaciones de Vancouver y sus alrededores. Es una ciudad ideal porque ofrece tantas opciones a los productores».
Tanto la Estación Central del Pacífico como el Instituto de Capacitación Marina del Pacífico en Vancouver sirvieron como la estación de tren que aparece en el episodio. Inicialmente, el Instituto de Capacitación Marina del Pacífico solo le daría permiso a la serie para filmar después de las 5:00 p. m., pero los productores del programa finalmente convencieron al decano de la estación para que permitiera que la producción comenzara a las 2:00 p. m. Debido a que era fanático de la serie, Gilligan viajó a Vancouver y grabó en video la filmación de «Soft Light».

## Recepción
«Soft Light» se emitió originalmente en los Estados Unidos en la cadena Fox el 5 de mayo de 1995. En su emisión original, fue visto por 8,1 millones de hogares, según el sistema de calificaciones Nielsen. Recibió una calificación de 8,5 y una participación de 15 entre los espectadores, lo que significa que el 8,5 por ciento de todos los hogares en los Estados Unidos y el 15 por ciento de todas las personas que miraban televisión en ese momento vieron el episodio.
«Soft Light» recibió opiniones mixtas a positivas de los críticos de televisión. Entertainment Weekly le dio al episodio una «B-» y señaló que el episodio «gana puntos por el tema oscuro» pero «los pierde por el elemento conspirativo tenso». Zack Handlen de The A.V. Club también le dio una «B–». Elogió la entrada en frío por su extrañeza y la participación de X, pero pensó que la explicación de la sombra de Banton no se desarrolló satisfactoriamente. Robert Shearman y Lars Pearson, en su libro Wanting to Believe: A Critical Guide to The X-Files, Millennium & The Lone Gunmen, calificaron el episodio con cuatro estrellas de cinco. Los dos escribieron positivamente sobre el caso del episodio, llamándolo uno en el que «Mulder y Scully pueden investigar adecuadamente, presentando teorías que luego construyen o retractan». Shearman y Pearson también escribieron positivamente sobre la conclusión del episodio, señalando que «no hay mejor ilustración para desconfiar del gobierno que la brillante escena final» que presenta a Shalhoub «fijo a una silla, bombardeado con destellos de luz y como una sola lágrima rueda por su rostro aterrorizado». Otras reseñas fueron decididamente más críticas. John Keegan de Critical Myth le otorgó al episodio un 5 sobre 10 y escribió: «En general, este episodio se queda corto debido a un concepto central completamente ridículo, solo parcialmente contrarrestado por una resolución interesante que destaca el lado más siniestro del Informante X. Al igual que los últimos episodios de la temporada, esta está terminando con muchos indicios de que Mulder y Scully están presionando los botones equivocados».